# Macroglossum
Macroglossum é um gênero de mariposa pertencente à família Sphingidae.

## Lista de espécies
- Macroglossum aesalon Mabille, 1879.
- Macroglossum affictitia Butler, 1875
- Macroglossum alcedo Boisduval, 1832.
- Macroglossum aquila (Boisduval, 1875).
- Macroglossum belis (Linnaeus, 1758).
- Macroglossum bombylans Boisduval, 1875.
- Macroglossum corythus Walker, 1856.
- Macroglossum dohertyi (Rothschild, 1894).
- Macroglossum faro (Cramer, 1780).
- Macroglossum fritzei Rothschild et Jordan, 1903.
- Macroglossum glaucoptera Butler, 1875.
- Macroglossum gyrans Walker, 1856.
- Macroglossum heliophila (Boisduval, [1875]).
- Macroglossum hemichroma Butler, 1875.
- Macroglossum hirundo (Boisduval, 1832).
- Macroglossum insipida (Butler, 1875).
- Macroglossum joannisi Rothschild et Jordan, 1903.
- Macroglossum lepidum Rothschild et Jordan, 1910.
- Macroglossum marquesanum (Collenette, 1935).
- Macroglossum mediovitta Rothschild et Jordan, 1903.
- Macroglossum micacea (Walker, 1856).
- Macroglossum milvus Boisduval, 1833.
- Macroglossum mitchelli Ménétriés, 1857.
- Macroglossum multifascia (Rothschild et Jordan, 1903).
- Macroglossum nubilum Rothschild et Jordan, 1903.
- Macroglossum passalus (Drury, 1773).
- Macroglossum piepersi Dupont, 1941.
- Macroglossum prometheus (Boisduval, 1875).
- Macroglossum pseudungues Holloway, 1987.
- Macroglossum pyrrhosticta Butler, 1875.
- Macroglossum rectans Rothschild et Jordan, 1903.
- Macroglossum saga Butler, 1878.
- Macroglossum semifasciata Hampson, 1892.
- Macroglossum sitiene (Walker, 1856).
- Macroglossum stellatarum (Linnaeus, 1758) — Moro sphinx.
- Macroglossum sylvia Boisduval, 1875.
- Macroglossum tenebrosa (T.P. Lucas, 1891).
- Macroglossum trochilus (Hübner, 1824).
- Macroglossum troglodytus Boisduval, 1875.
- Macroglossum ungues Rothschild et Jordan.
- Macroglossum vacillans (Walker, 1865).
- Macroglossum variegatum Rothschild et Jordan, 1903.

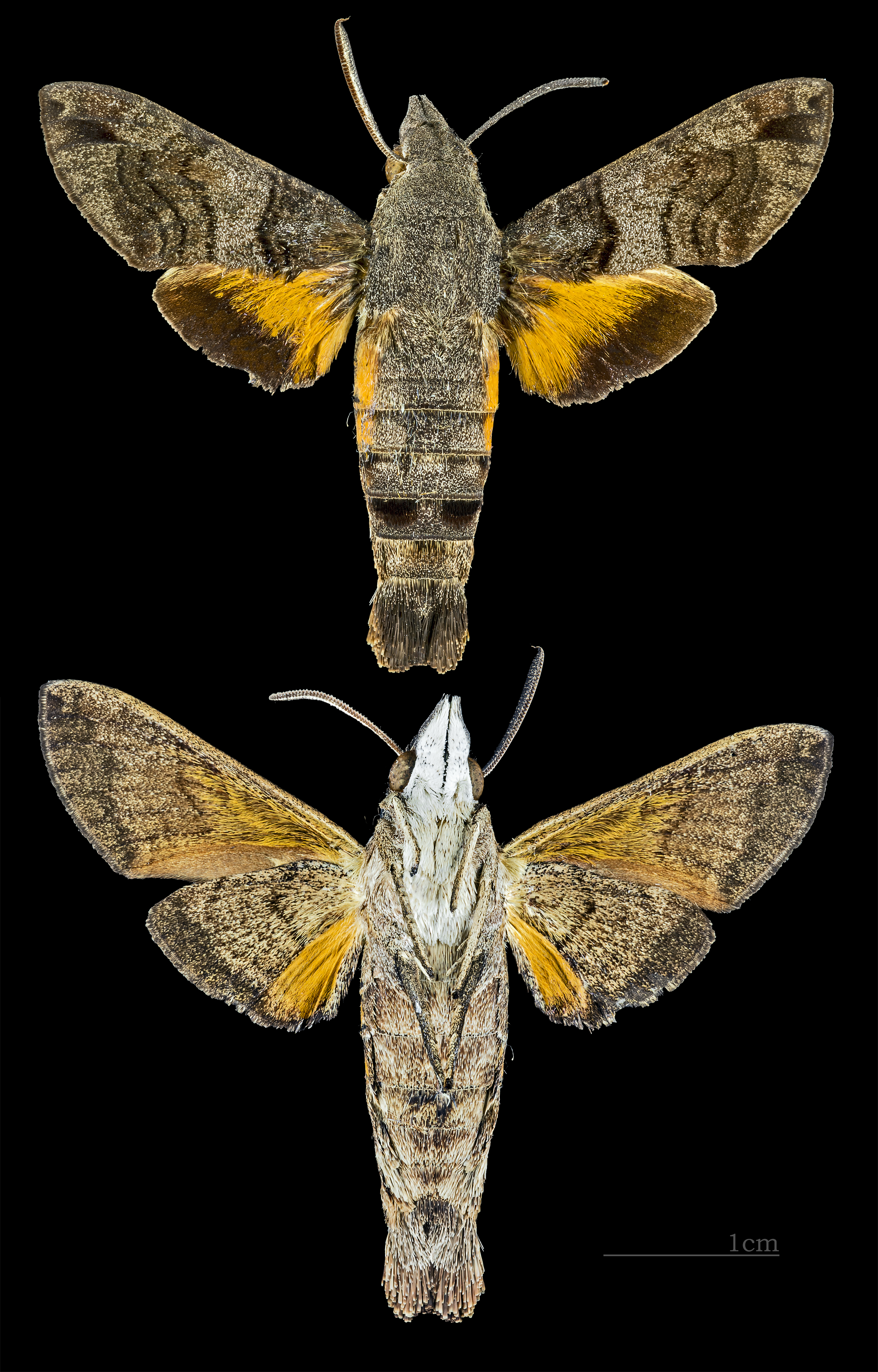
Macroglossum affictitia
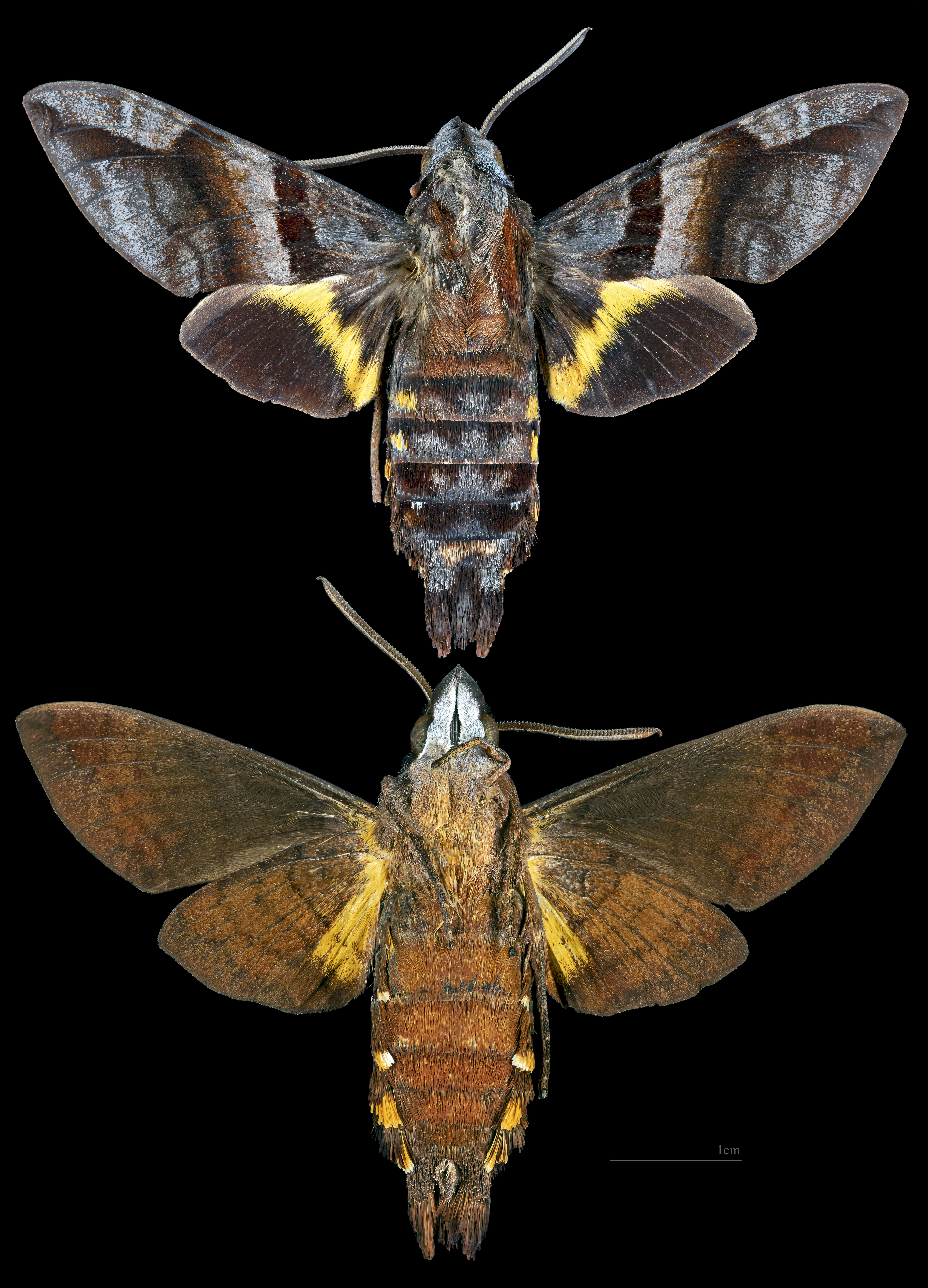
Macroglossum augarra
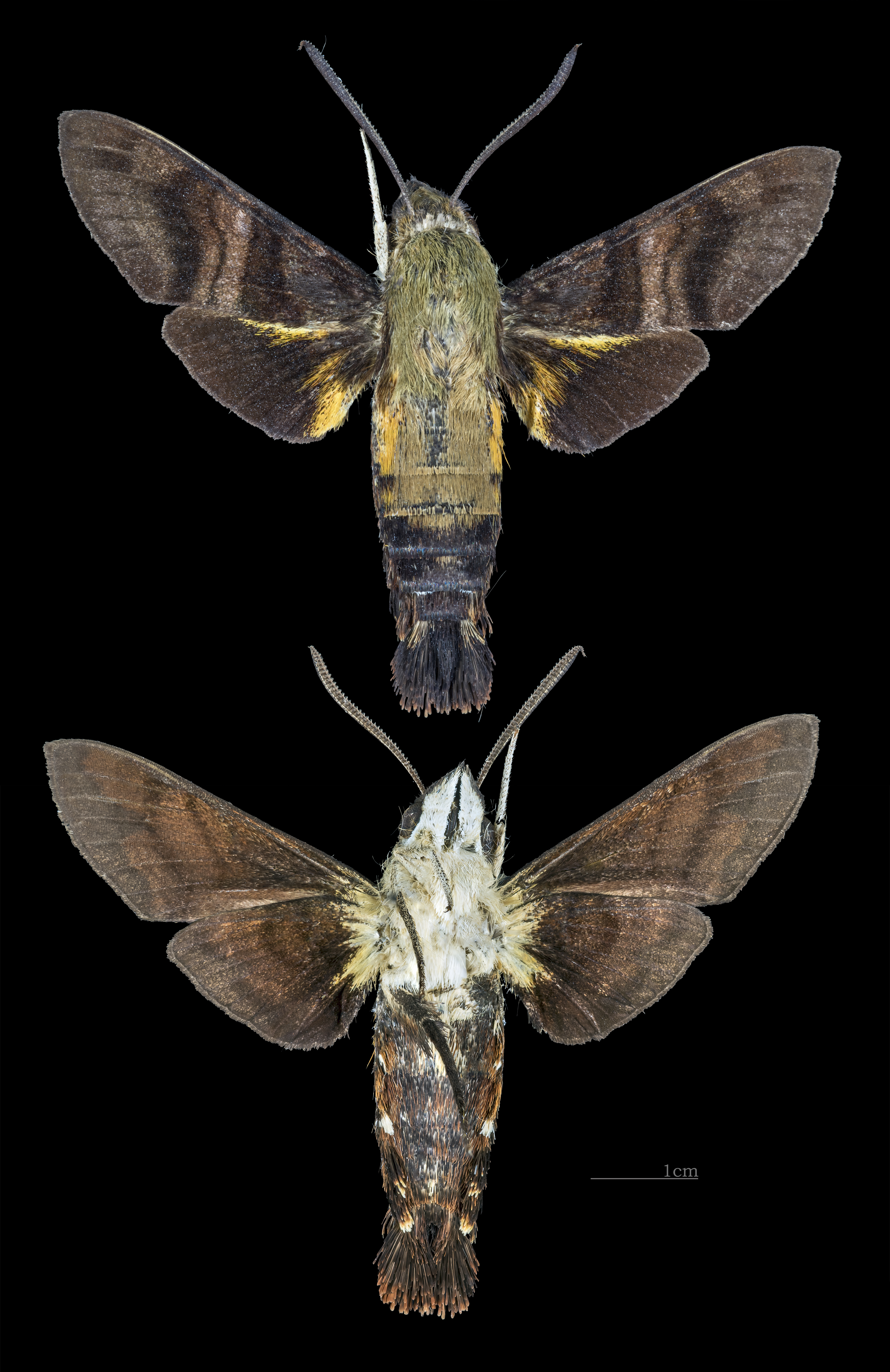
Macroglossum avicula
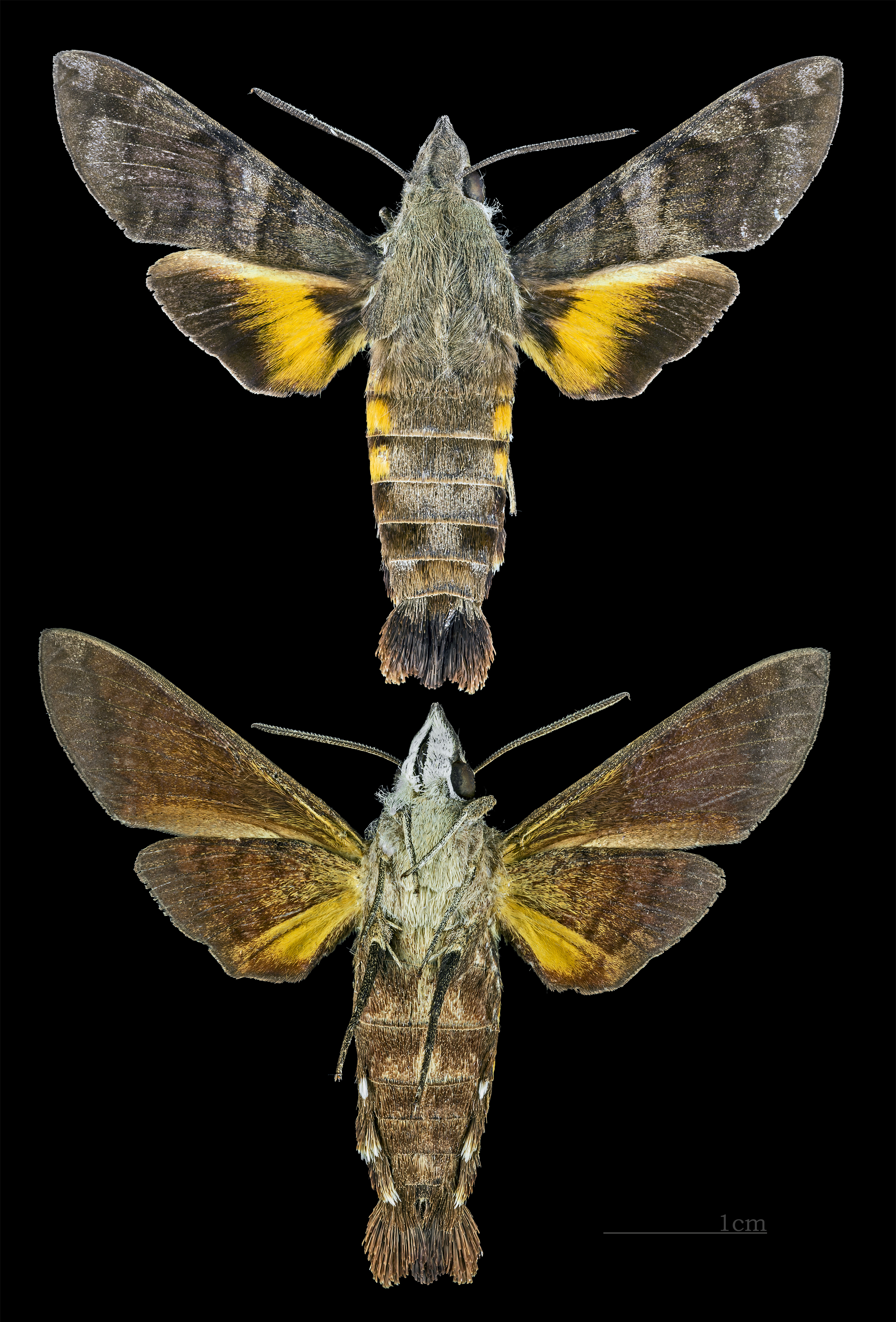
Macroglossum belis
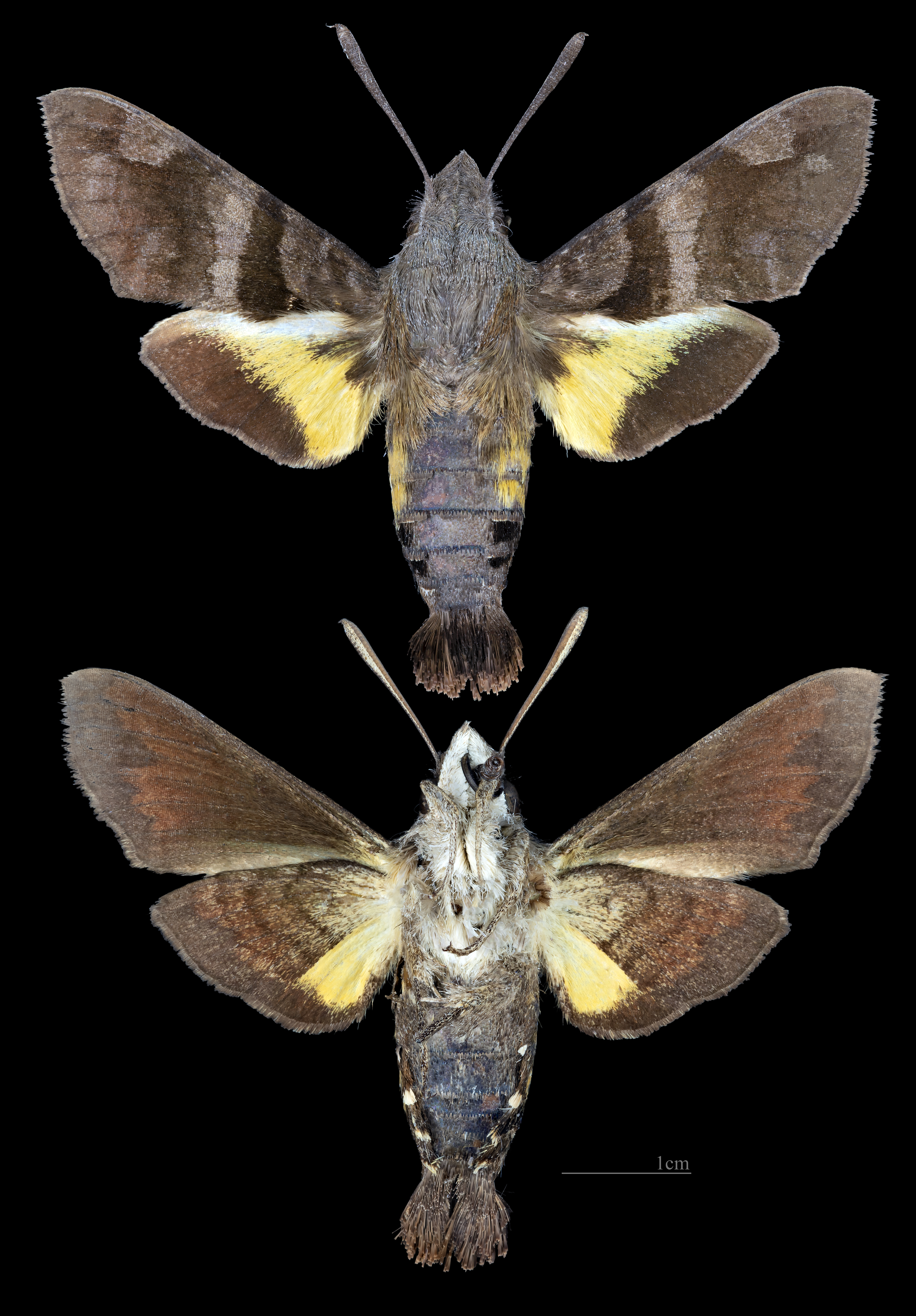
Macroglossum bifasciata
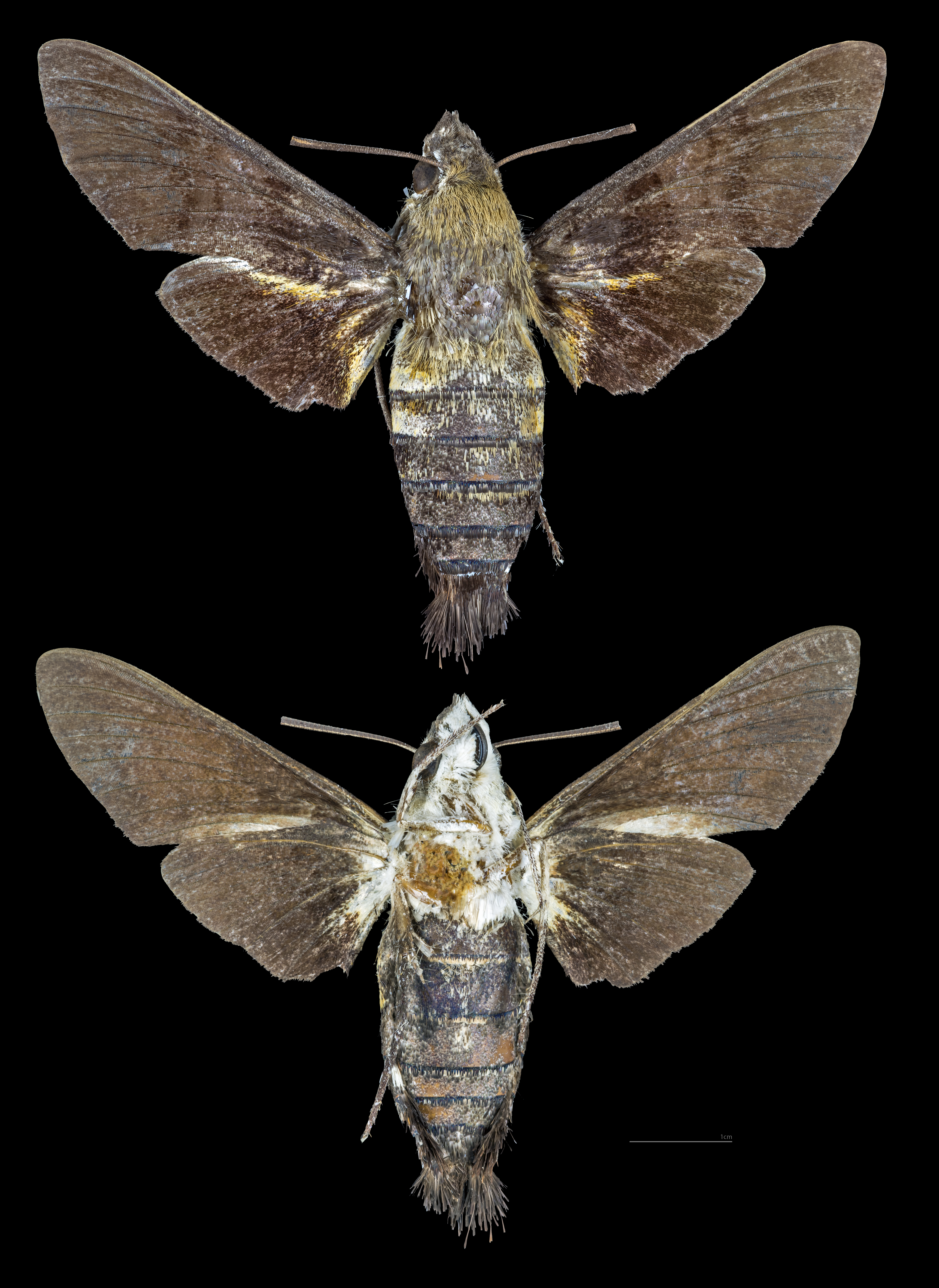
Macroglossum bombylans
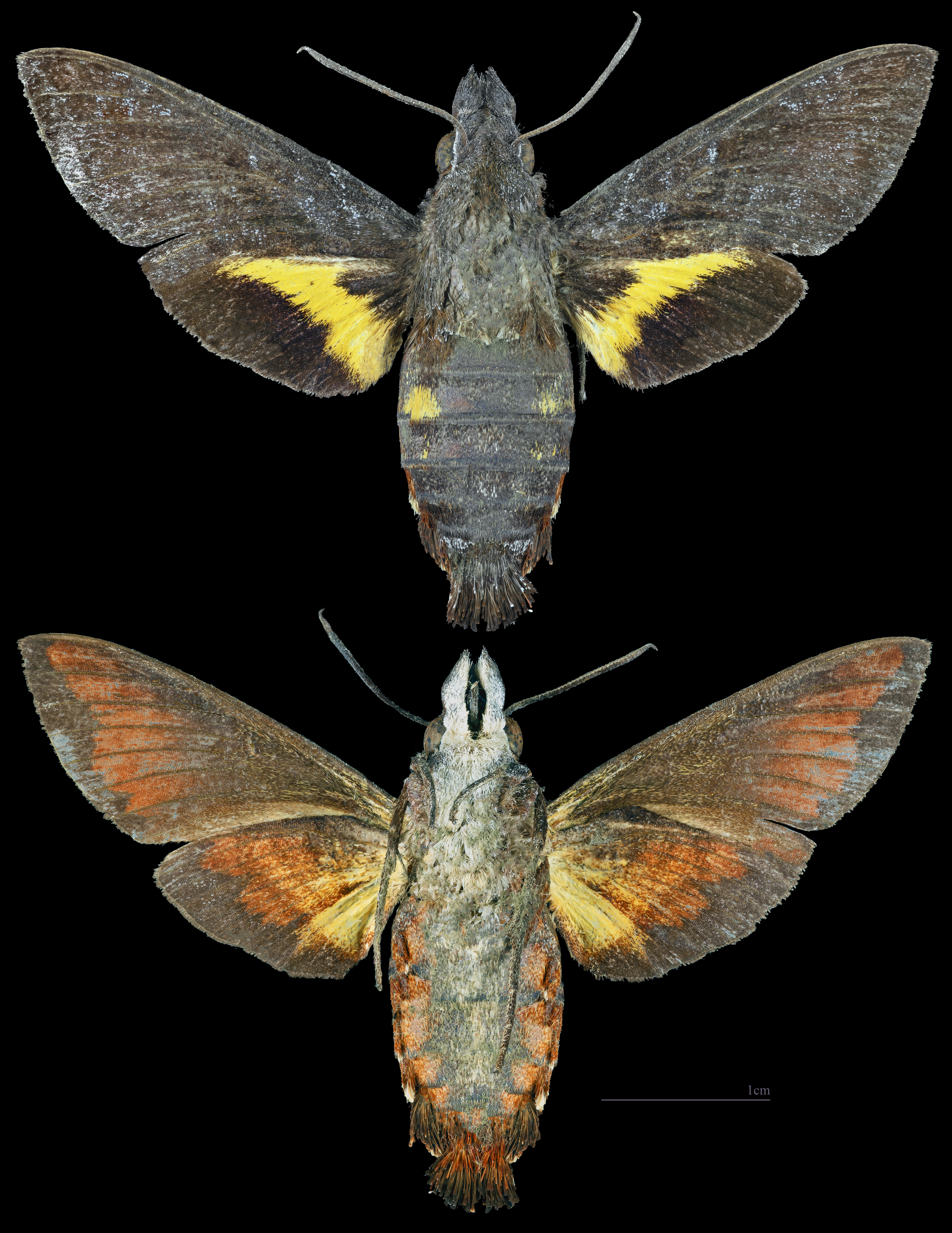
Macroglossum caldum
Macroglossum corythus
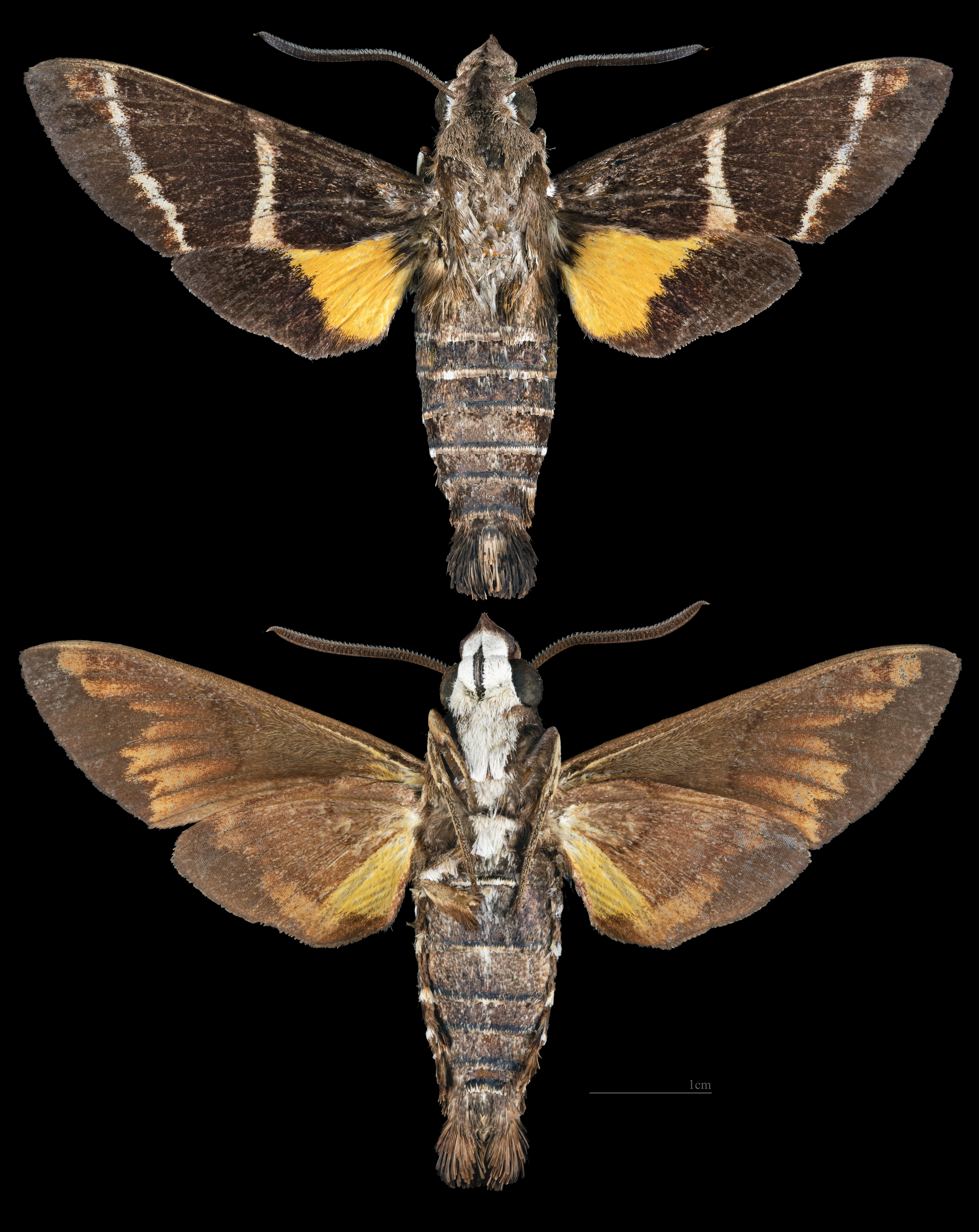
Macroglossum dohertyi
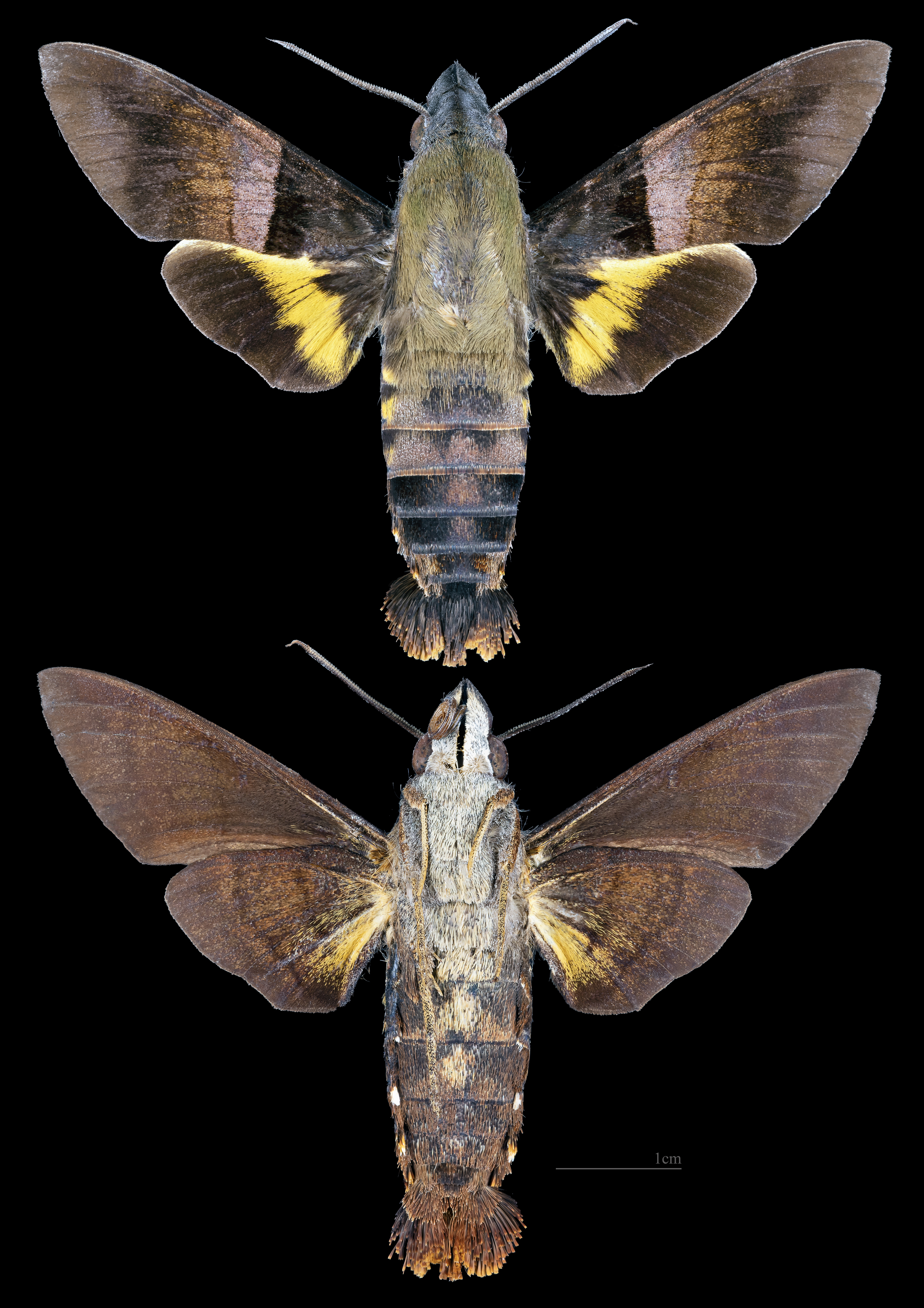
Macroglossum faro
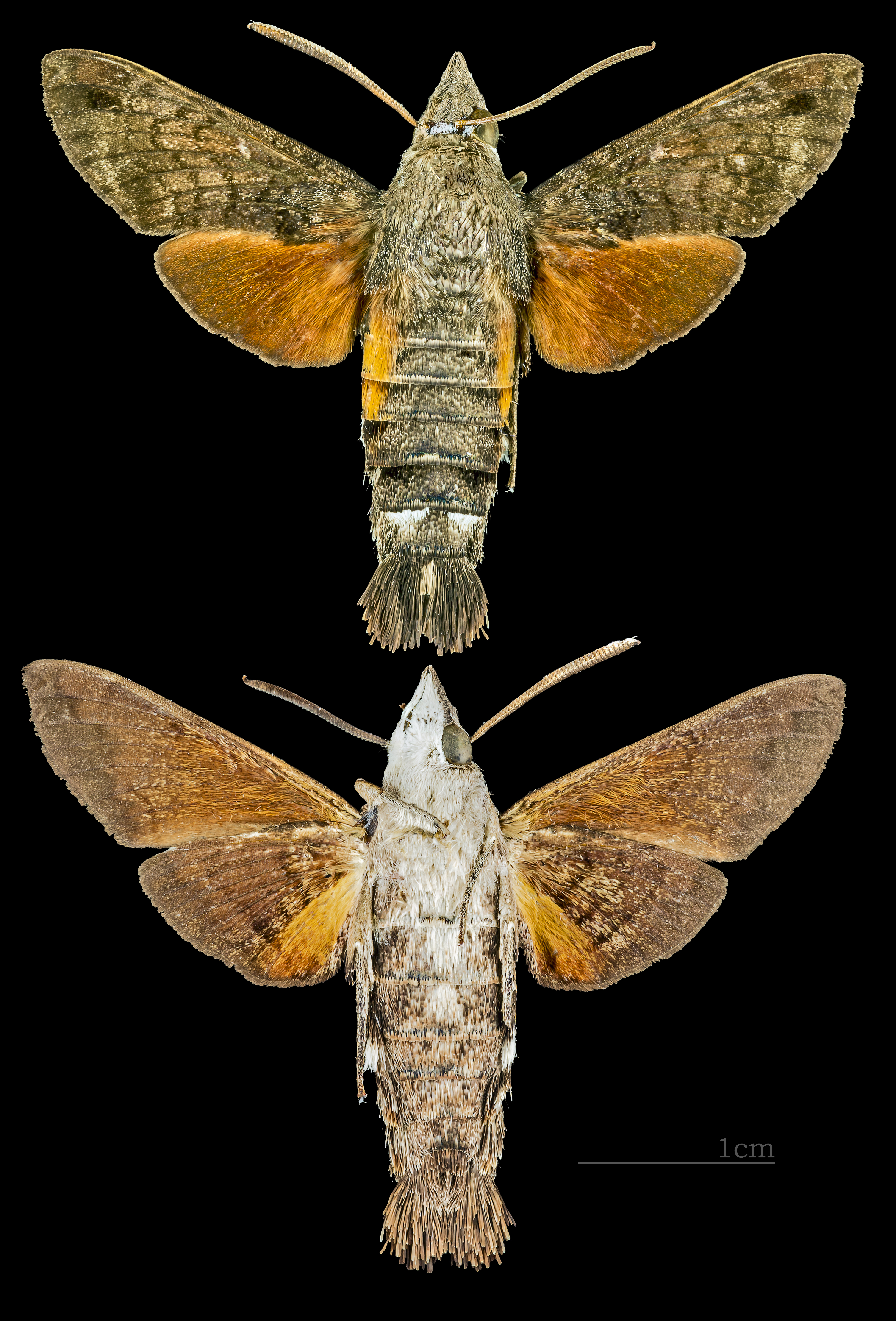
Macroglossum gyrans
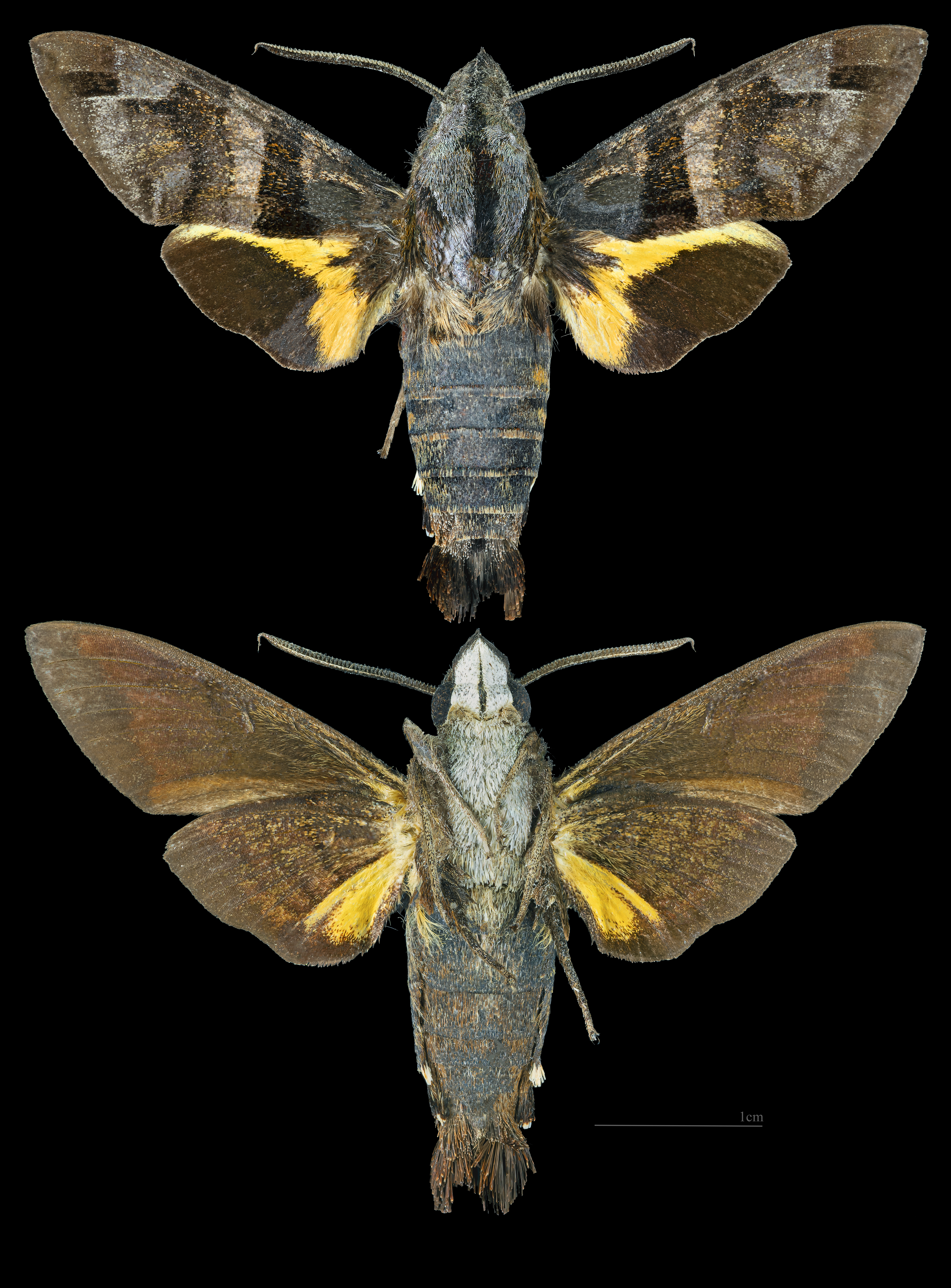
Macroglossum heliophila
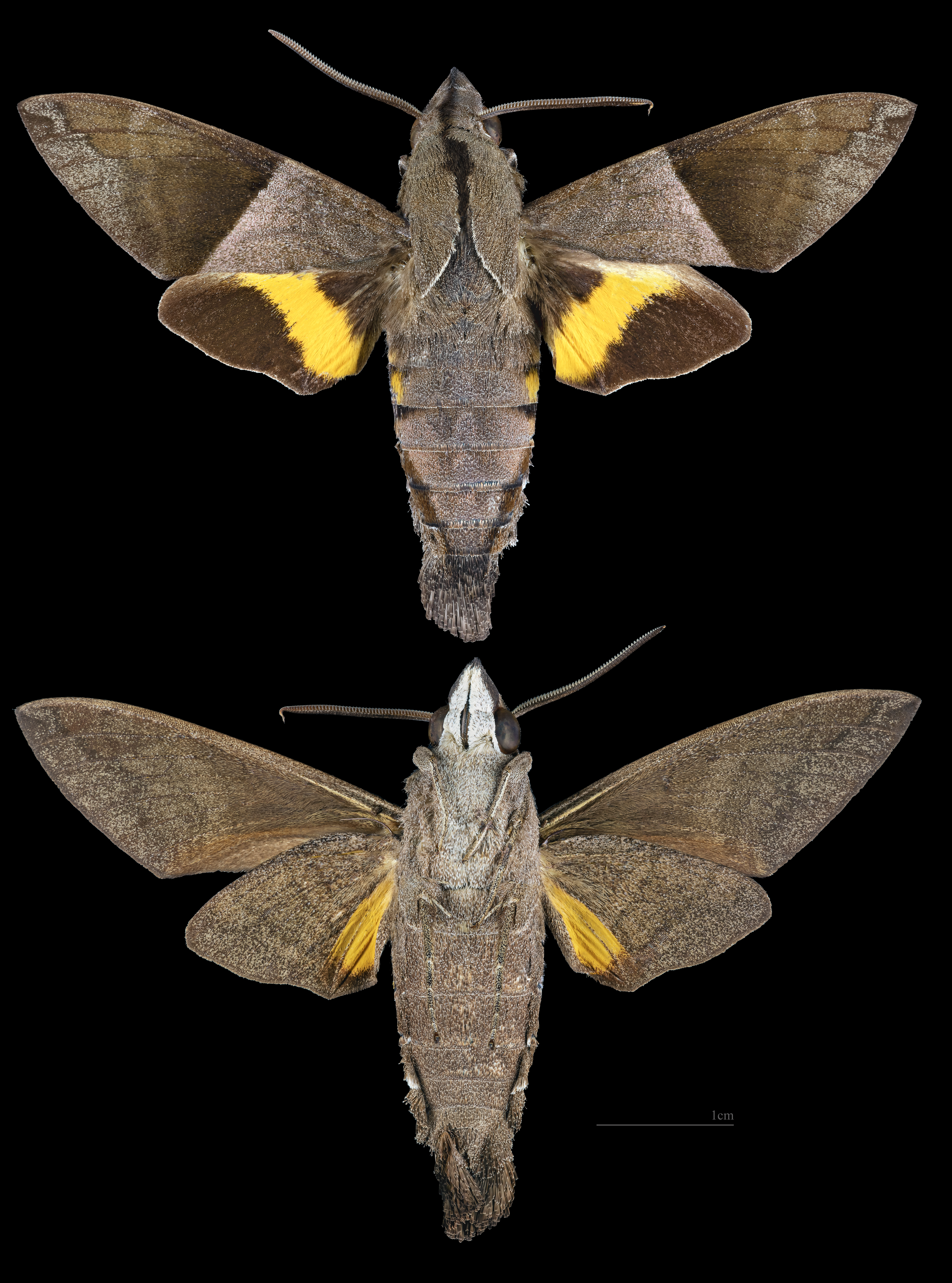
Macroglossum hemichroma
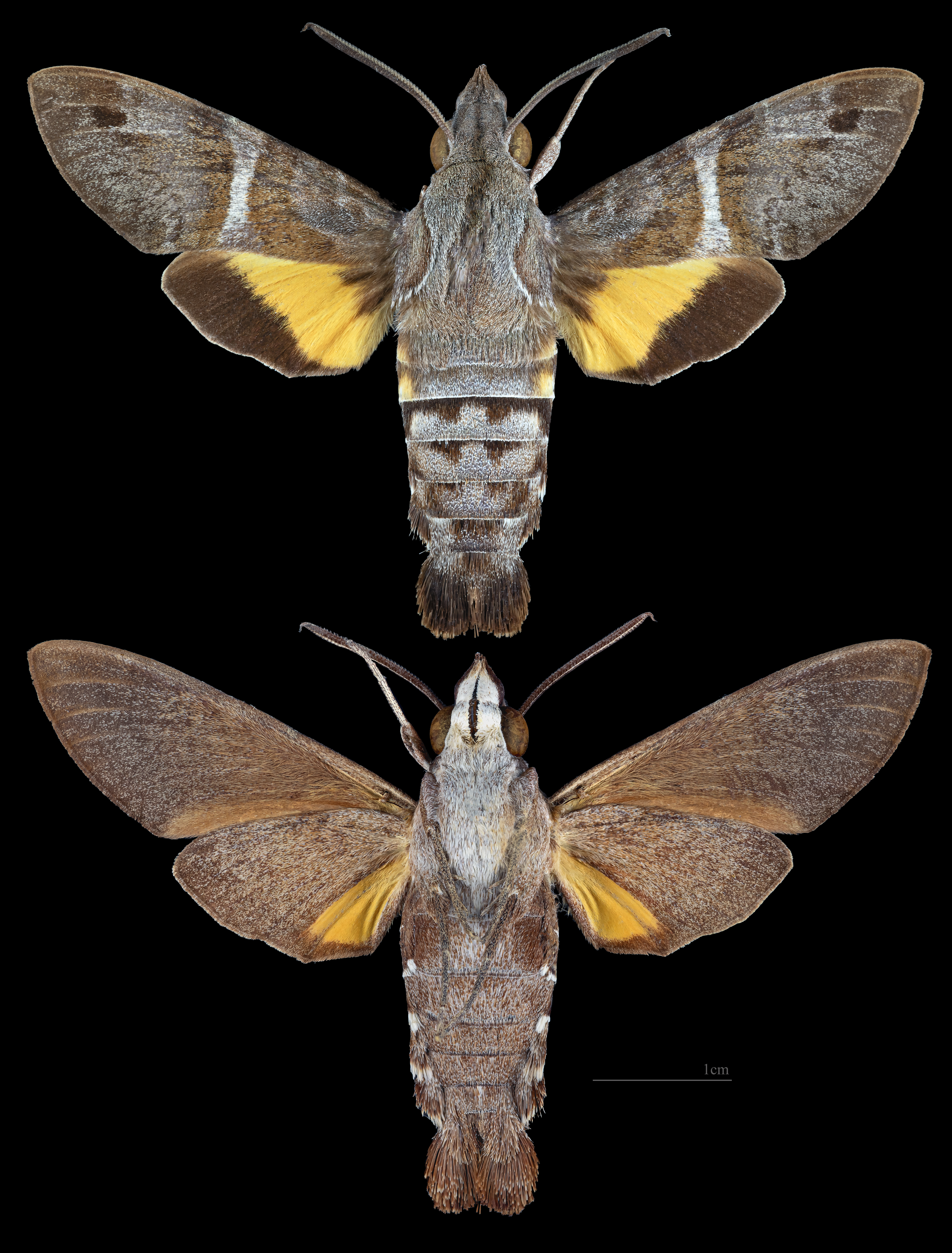
Macroglossum hirundo
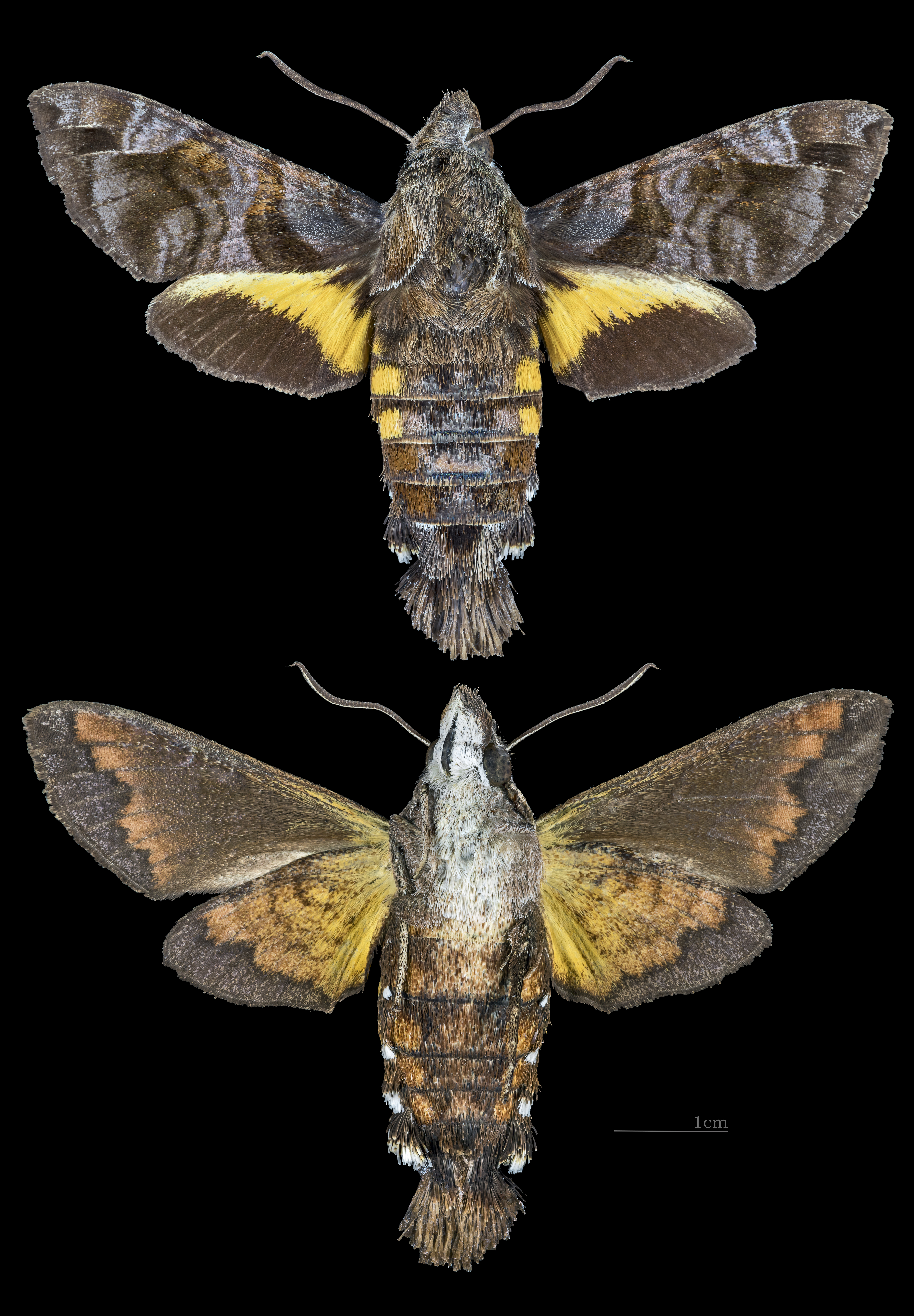
Macroglossum insipida'
Macroglossum kitchingi
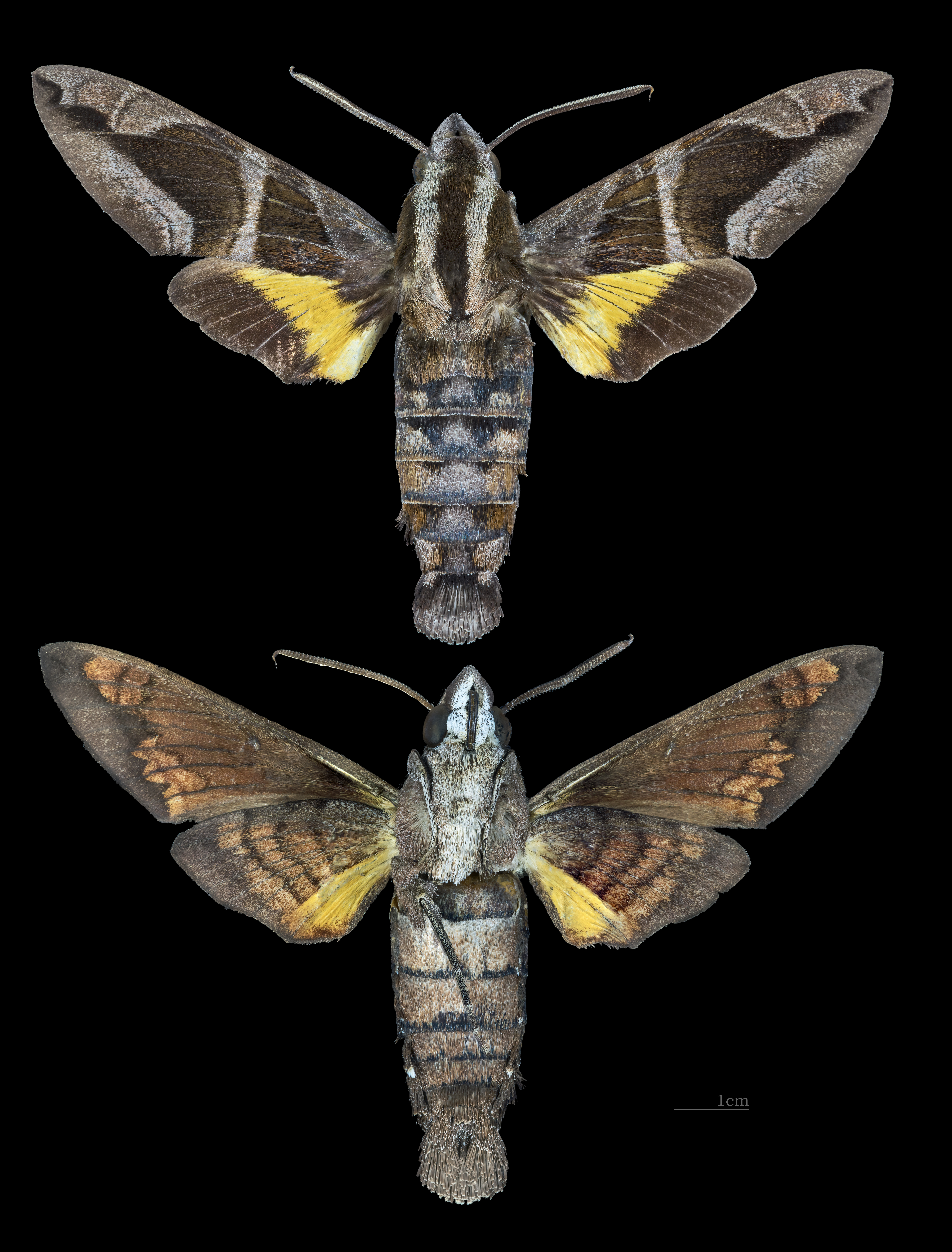
Macroglossum mitchelli
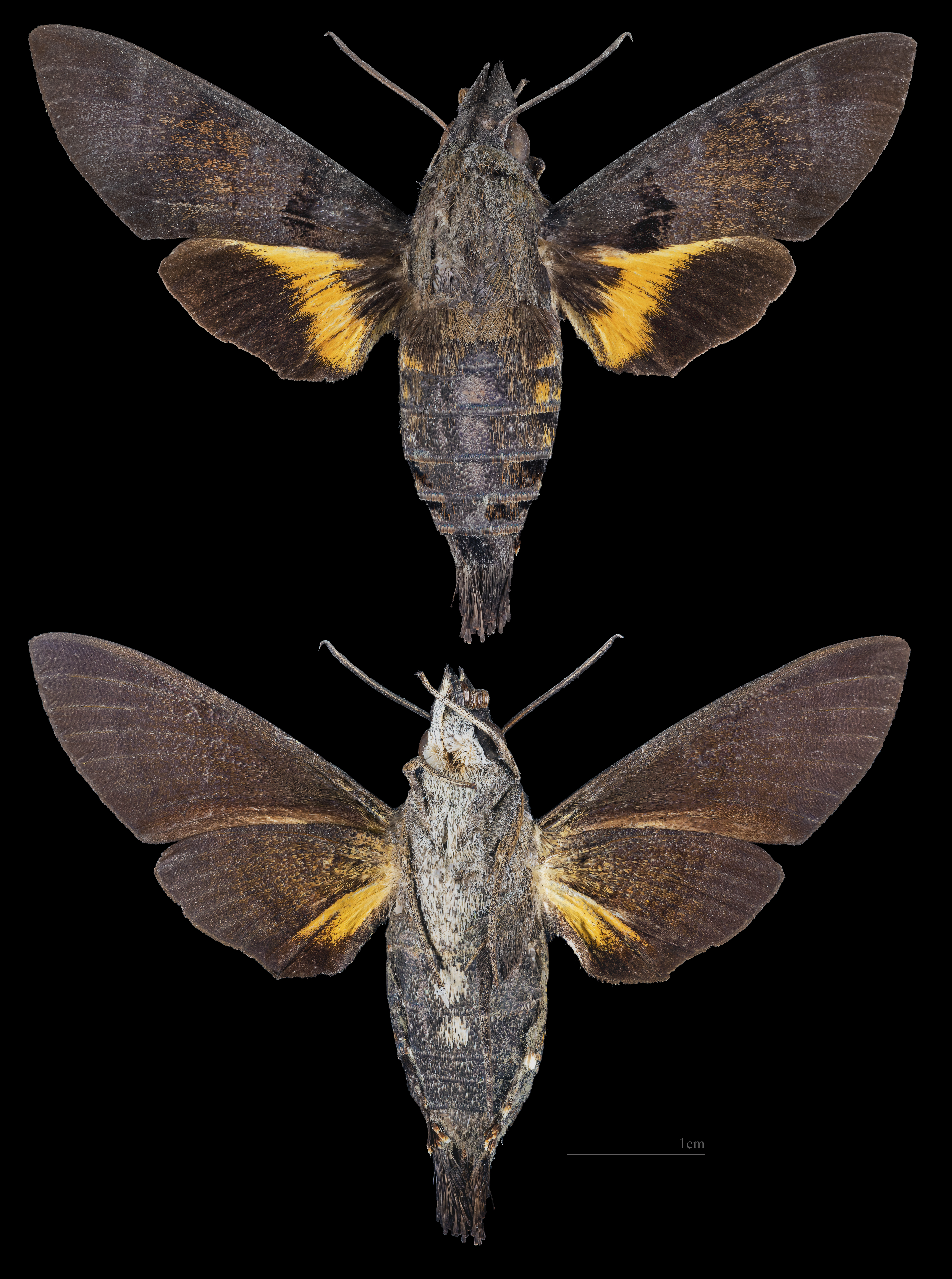
Macroglossum nigellum
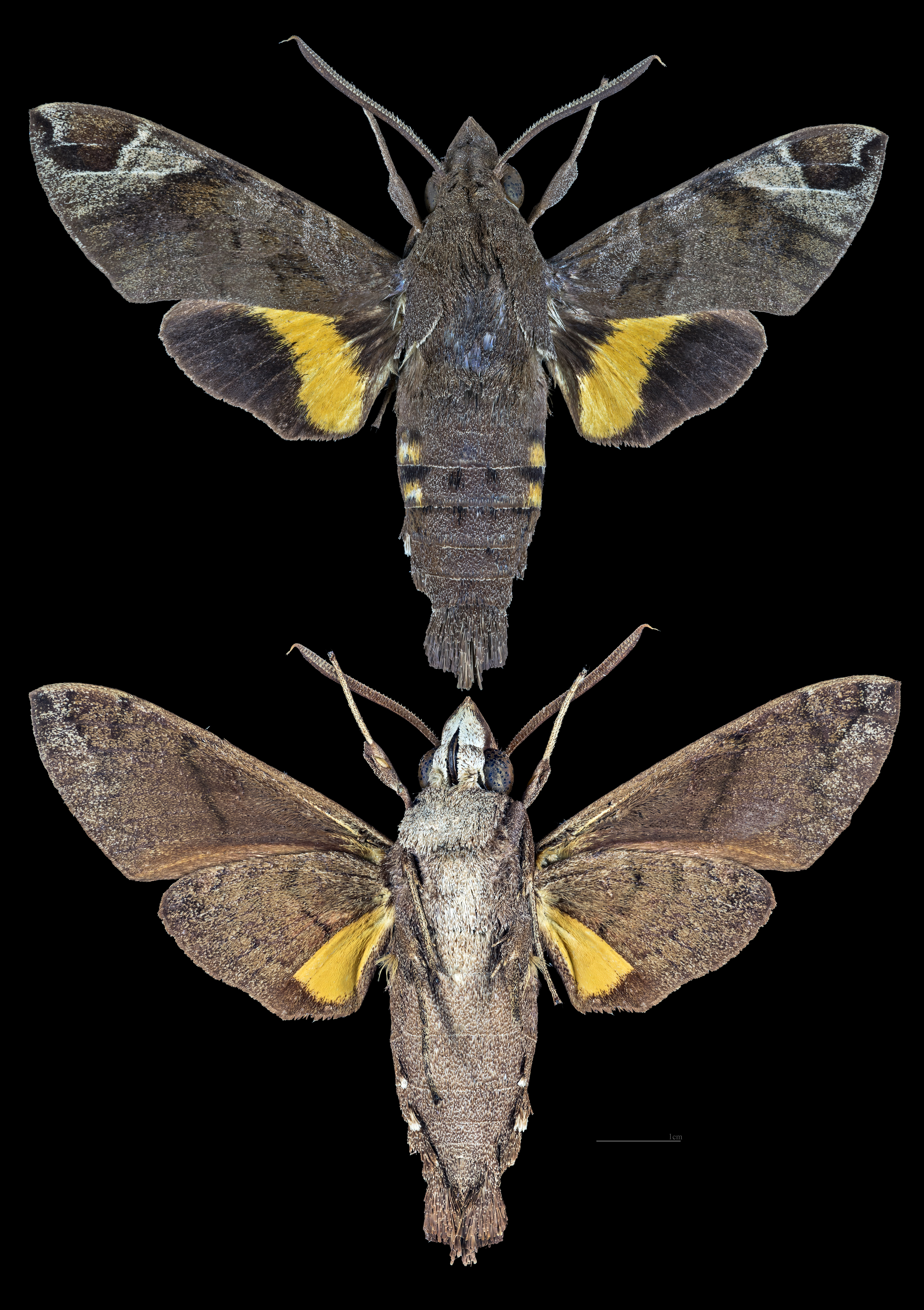
Macroglossum nubilum
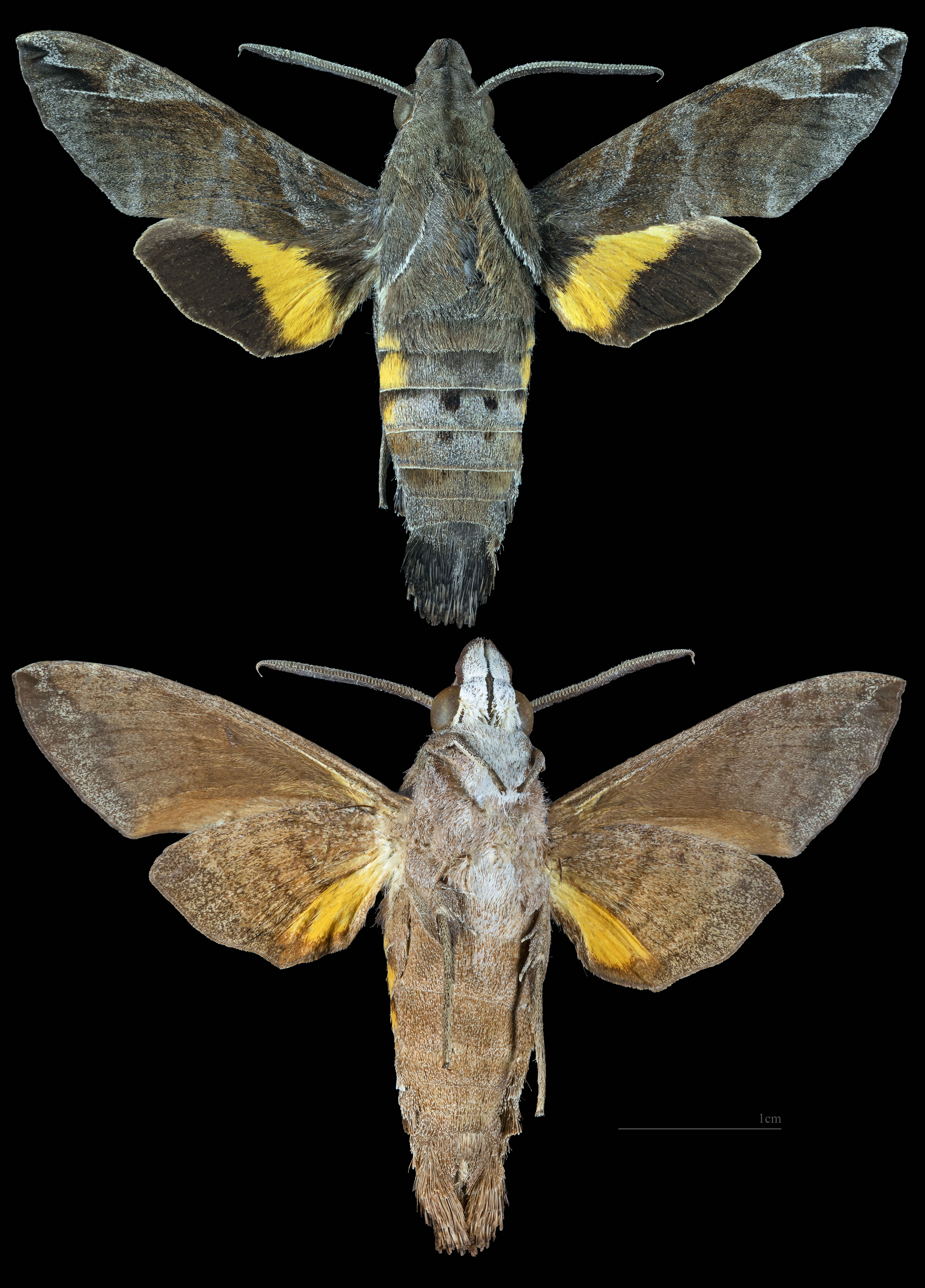
Macroglossum prometheus
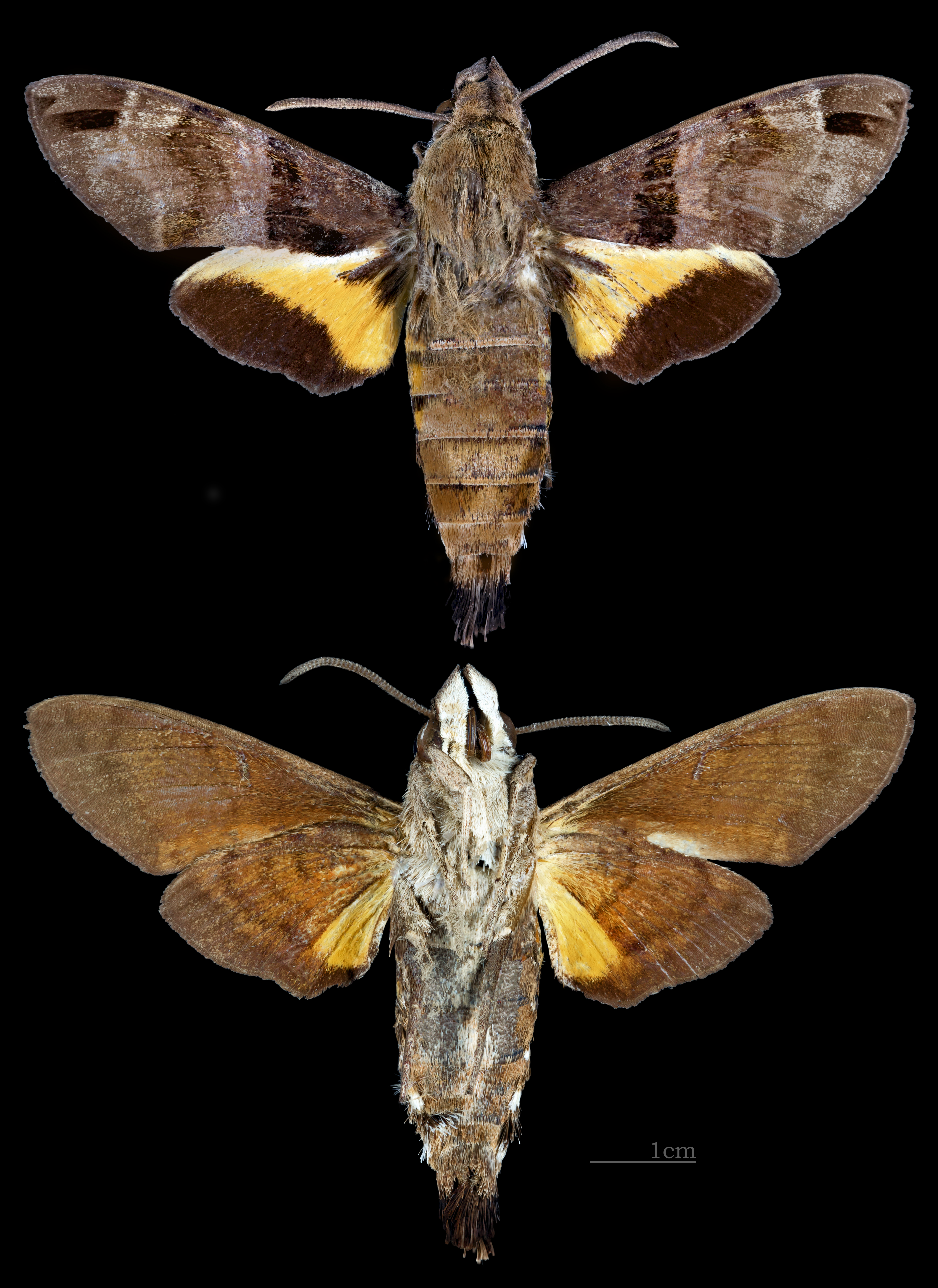
Macroglossum pyrrhosticta
Macroglossum reithi
Macroglossum semifasciata
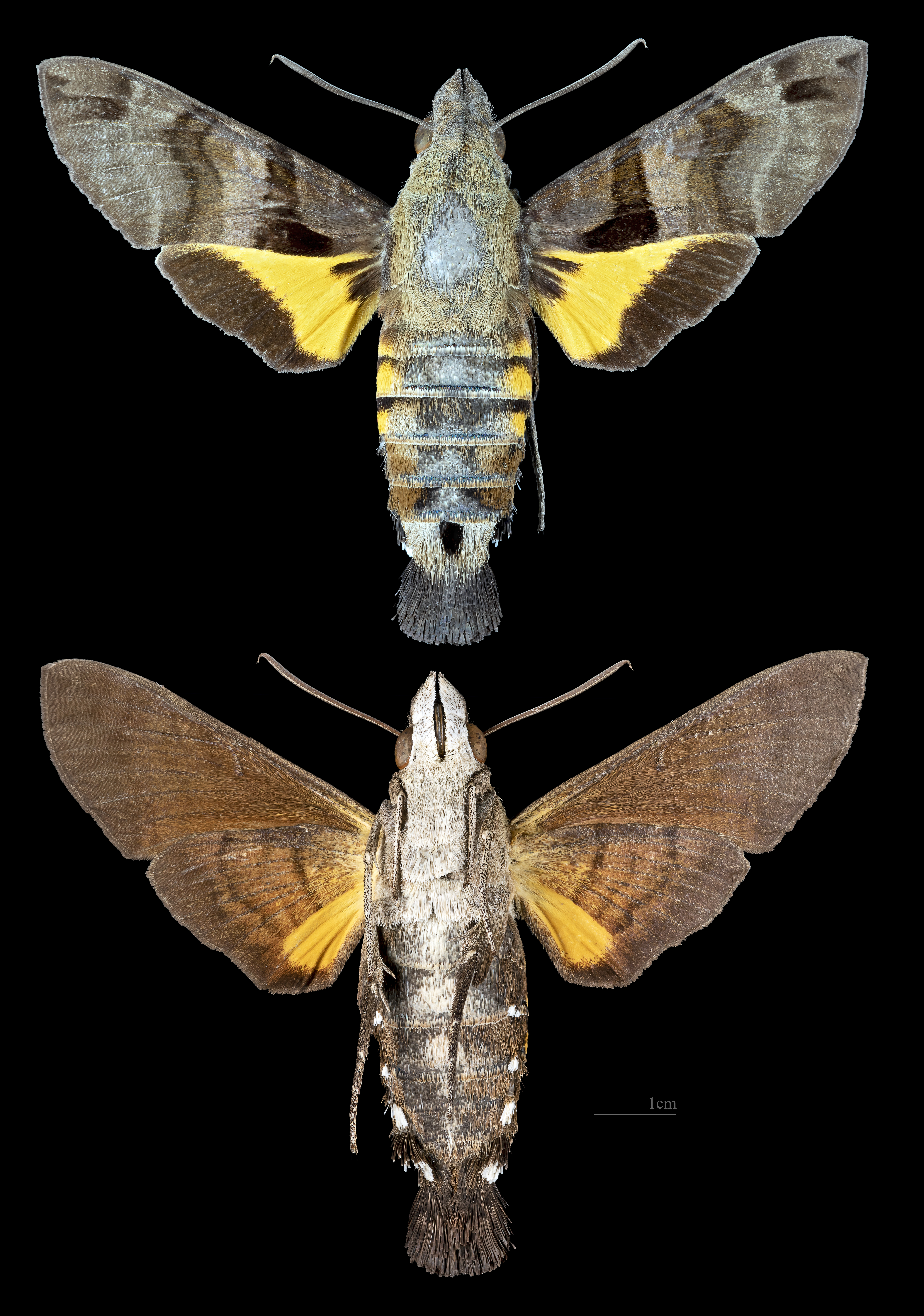
Macroglossum sitiene
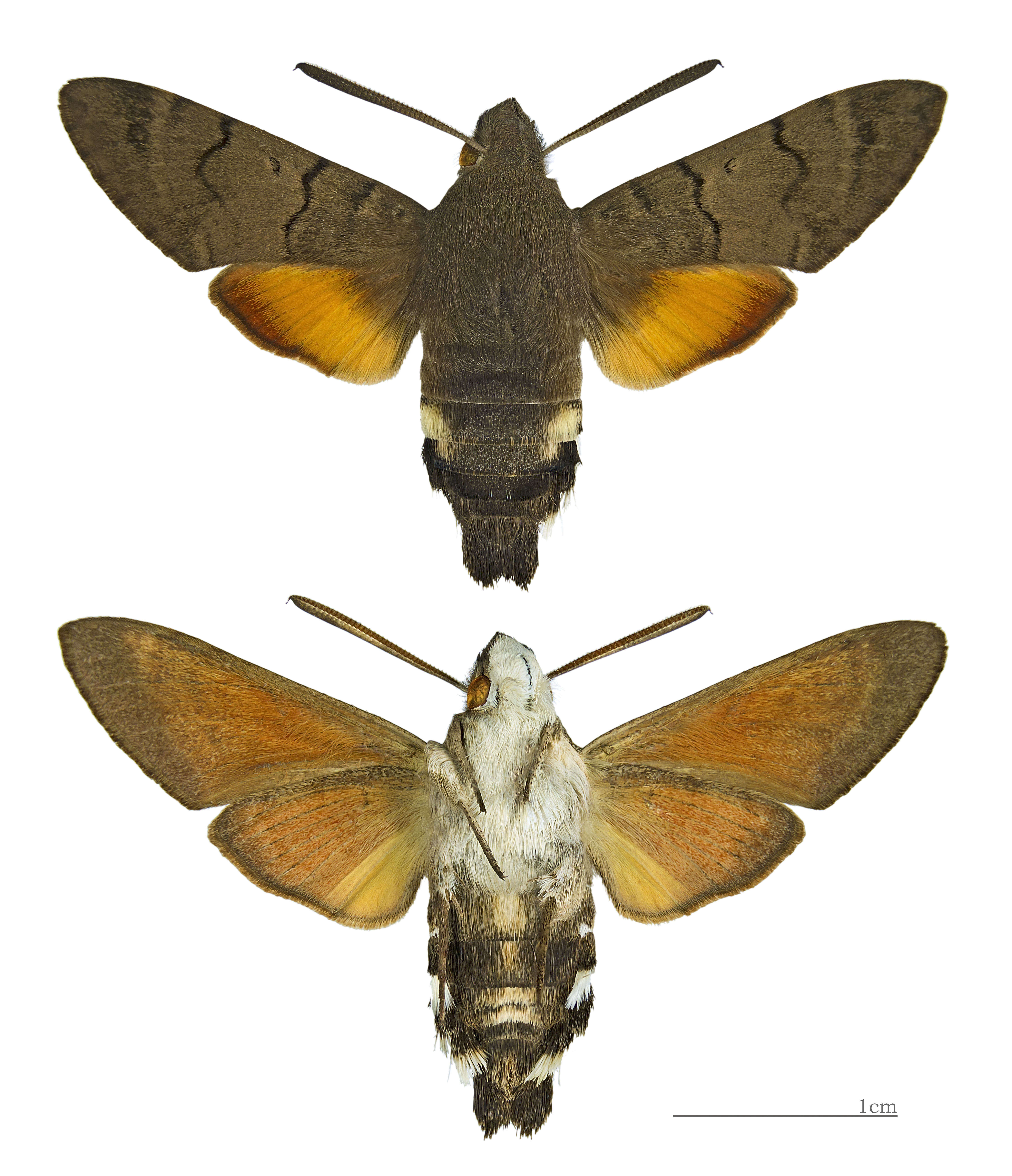
Macroglossum stellatarum
Macroglossum sylvia
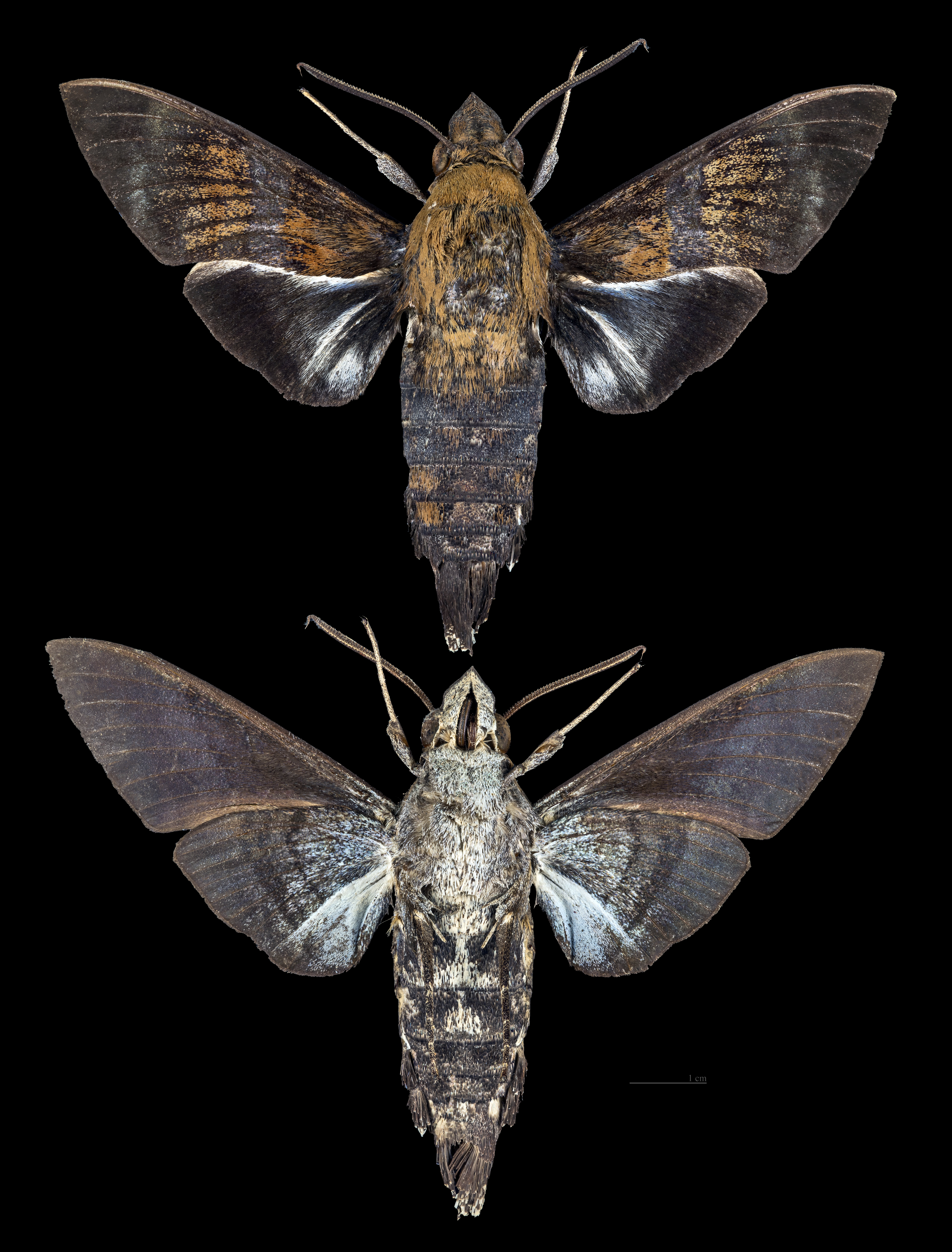
Macroglossum tenebrosa
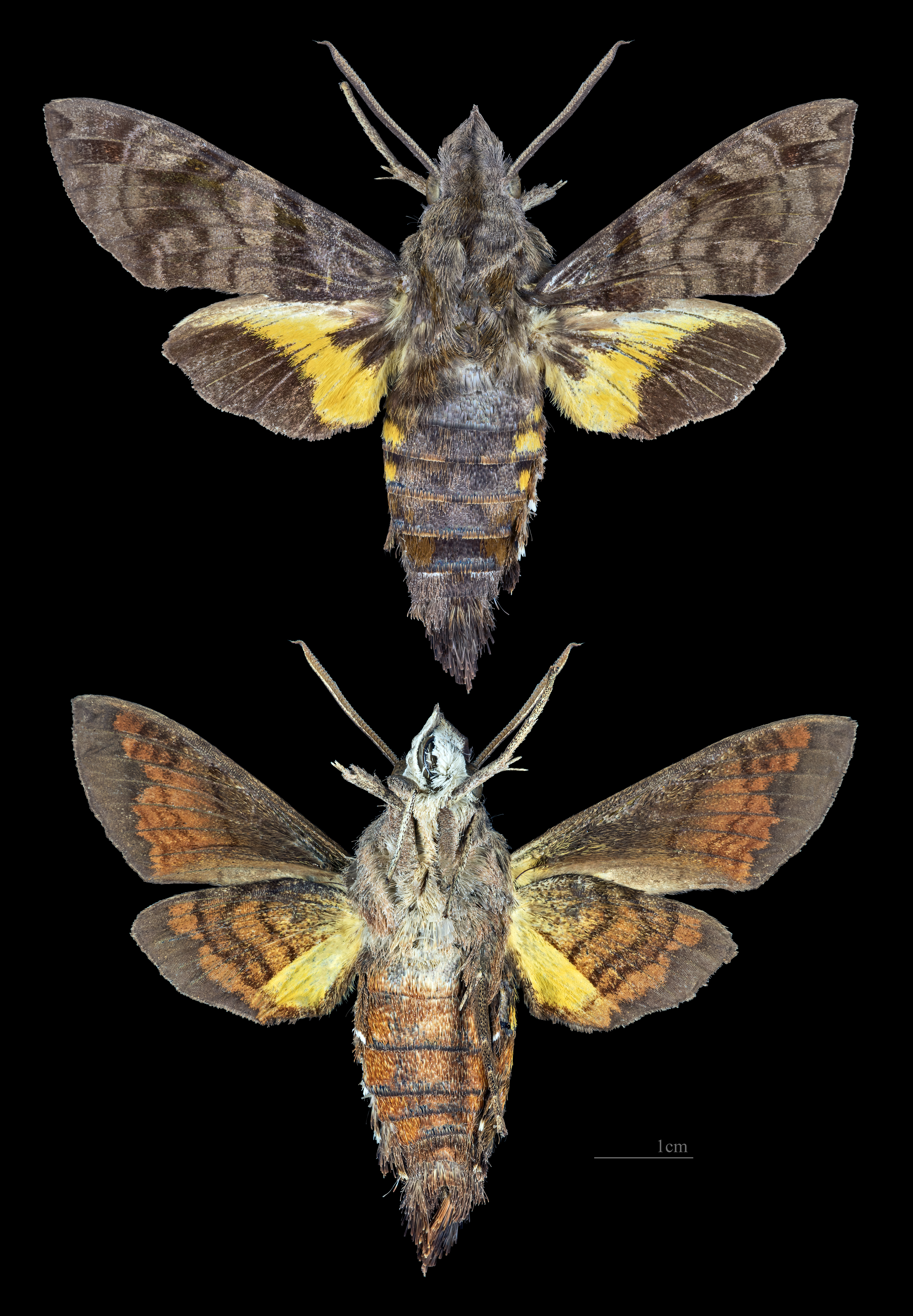
Macroglossum ungues